# Clotilde Graves
Clotilde Augusta Inez Mary Graves (Buttevant, 3 de junho de 1863 — Londres, 3 de dezembro de 1932), conhecida como Clo. Graves, foi uma escritora e dramaturga irlandesa.
Sob o pseudônimo de Richard Dehan, tornou-se uma dramaturga de sucesso em Londres e Nova Iorque.

## Biografia
Clotilde nasceu em 1863 no Castelo de Buttevant, no Condado de Cork, na Irlanda. Era a terceira filha do major William Henry Graves (1825–1892), do 18º Regimento Real Irlandês, e de Antoinette Deane, filha do capitão George Anthony Deane, de Harwich. Era prima do poeta, compositor e folclorista irlandês, Alfred Perceval Graves (1846–1931).
Aos 9 anos, sua família se mudou para a Inglaterra. Boa parte de sua infância foi passada em quartéis, devido ao trabalho do pai. Assim ela obteve grande conhecimento sobre a vida militar e naval, além dos vários amigos que fez nestes círculos. Tais conhecimentos seriam essenciais para seu livro Between Two Thieves.
Educada em um convento em Lourdes, Clotilde se converteu ao catolicismo e retornou a Londres para estudar arte na Royal Female School of Art, em Bloomsbury, em 1884. Para uma mulher de sua época, Clotilde era vista com maus olhos pela sociedade londrina. Ela usava seu cabelo curto, usava roupas masculinas, fumava em público e queria seguir a carreira artística, características que a tornavam, no mínimo, excêntrica aos olhos dos outros.
Em Bloomsbury, Clotilde estudou arte e desenho, tendo também trabalhado no Museu Britânico, fazendo trabalhos de jornalismo e até desenhando quadrinhos para jornais. Abandonando o curso de arte, Clotilde entrou para uma companhia itinerante de teatro. Em 1888, sua chance nas artes dramáticas chegou. Ela estava em Londres novamente, trabalhando novamente como jornalista, quando algum conhecido disse precisar de letras extras para uma apresentação. Uma carta de recomendação de seu editor ao administrador da companhia a levou a escrever as falas que faltavam para Puss in Boots.
Pouco tempo depois, uma tragédia que se passava no Antigo Egito, escrita por Clotilde, Nitocris, foi produzida no teatro Drury Lane, seguida por The Mother of Three. Ambas foram, além de um sucesso de crítica, também um sucesso de público. Por volta de 1900, ela morava em Hampstead, onde possuía uma coleção de arte chinesa e japonesa. Era entusiasta da bicicleta e uma das primeiras mulheres a andar de bicicleta por Londres.
Clotilde também escreveu contos para revistas como a World e Punch. No começo do século XX, Clo se tornou uma bem-sucedida escritora e dramaturga, desfrutando do sucesso comercial de suas peças e livros. Com a atriz Gertrude Kingston, ela escreveu a peça A Matchmaker, que foi bastante criticada na época por comparar o casamento à prostituição.
Em 1911, aos 46 anos, seu primeiro livro, The Dop Doctor, foi publicado sob o pseudônimo de Richard Dehan, acreditando que os leitores não acreditariam que uma mulher pode escrever uma história tão realista sobre um cenário de guerra. Ele virou filme em 1915, por Fred Paul. O longa foi considerado ofensivo na África do Sul pelo seu retrato dos personagens ingleses e holandeses, chegando a ser banido pouco depois de seu lançamento no país. Dois anos depois, ela publicou Between Two Thieves.

## Últimos anos e morte
Sendo fumante havia vários anos e levando a vida boêmia de Londres, a saúde de Clotilde declinou rapidamente. Optando pelo isolamento, no começo da Primeira Guerra Mundial, ela se internou em um convento, em Devon.
Clotilde morreu em 3 de dezembro de 1932, aos 69 anos, no Convento de Nossa Senhora de Lourdes, em Hatch End, Middlesex, no norte de Londres.

## Publicações

### Romances
- A Field of Tares, Harper, Londres, 1891.
- Dragon's Teeth, Robert Holden, Londres, 1891.
- Maids in a Market Garden, Collins, Londres, 1894.
- A Well Meaning Woman, Londres, 1896.
- The Dop Doctor, Heinemann, Londres, 1910.
- One Braver Thing, A. L. Burt, Londres, 1910.
- Between Two Thieves, Heinemann, Londres, 1912.
- The Headquarter Recruit, and Other Stories, Frederick A Stokes Co, Nova York, 1913.
- Off Sandy Hook, Heinemann, Londres, 1915
- The Man of Iron, Frederick A. Stokes, New York 1915
- A Gilded Vanity, George H. Doran, Nova York 1916
- Earth to Earth, Heinemann, Londres, 1916
- That Which Hath Wings, G. P. Putnam and Sons, Nova York, 1918
- The Just Steward, Heinemann, Londres, 1922
- The Sower of the Wind, Little, Brown, and Company, Boston 1927
- Lovers of the Market Place, Little, Brown, Boston, 1928
- Shallow Seas, Thornton Butterworth, Londres, 1930
- The Lovers Battle
- Under the Hermes

### Coletâneas
- The Cost of Wings, Heinemann, Londres, 1914
- A Sailor's Home and Other Stories, George H. Doran, Nova York 1919
- The Eve of Pascua And Other Stories, George H. Doran, Nova York, 1920
- The Villa of the Peacock And Other Stories, Heinemann, Londres, 1921

### Peças de teatro
- Nitocris
- Drury Lane Pantomime, Puss in Boots
- Dr. And Mrs. Neill
- A Mother of Three, Comedy Theatre, 1896
- A Matchmaker
- The Bishop's Eye
- The Forest Lovers
- A Maker of Comedies
- The Bond of Nikon
- A Tenement Tragedy